# Un caso pietoso
Un caso pietoso (A Painful Case), pubblicato in alcune edizioni come Un increscioso incidente, è un racconto breve scritto da James Joyce e pubblicato nel 1914. È l'undicesimo racconto della collezione intitolata Gente di Dublino.

## Trama
James Duffy è un bancario di mezza età, fissato per l'ordine e la pulizia, che vive da solo nei sobborghi di Chapelizod. La sua vita è caratterizzata da una routine che segue meticolosamente e da scarsissimi contatti sociali. Appassionato di concerti di musica classica, ad uno di questi conosce Emily Sinico, una donna sposata e con una figlia. Il signor Duffy, che solitamente rimane deluso dalle altre persone, scopre invece che si tratta di una donna intelligente e sensibile. Grazie alla completa indifferenza di Mr. Sinico riguardo a sua moglie, i due cominciano ad incontrarsi, parlando di musica e dei loro interessi culturali. Mr. Duffy crede di aver incontrato una persona che potrebbe riscattarlo dalla solitudine e dell'angoscia dell'esistenza, e decide di aprirsi e di parlare con lei di argomenti personali. Tuttavia, una sera la signora Sinico rivela a Duffy la sua infatuazione romantica per lui: da quel momento lui rifiuta di vederla, sostenendo che qualsiasi legame affettivo sia solamente fonte di dolore. Trascorrono quattro anni e la vita di Mr. Duffy è tornata alla solita routine. Una sera, mentre sta cenando in una locanda, legge sul giornale che Mrs. Sinico è morta travolta da un treno, forse suicida. Dopo la rottura della loro relazione, infatti, lei si era data all'alcol, degradandosi sempre di più. Mr. Duffy inizialmente è disgustato dalla notizia, perché significa che lui aveva consegnato i suoi segreti a una donna di così basso profilo morale; ma in seguito si rende conto di aver abbandonato Mrs. Sinico al suo tragico destino. Passeggiando per il parco, inizia a comprendere come la rigidità della sua vita non solo abbia portato alla rovina un'altra persona, ma lo ha anche condannato ad una paralisi esistenziale. Immerso nel silenzio della notte, comprende, infine, di essere solo.

## Edizioni
- James Joyce, Gente di Dublino, collana «I giganti di Gulliver», Rimini, Gulliver, 1995, ISBN 88-8129-046-4.